# Zuzana Paroubková
Zuzana Paroubková (* 25. července 1957 Praha) je bývalá manželka premiéra České republiky Jiřího Paroubka.

## Životopis
V mládí absolvovala Střední průmyslovou školu textilní, posléze studovala na Vysoké škole ekonomické v Praze, kterou ale nedokončila. Poté působila v oblasti financí a zahraničního obchodu, v roce 2001 začala působit na ministerstvu práce a sociálních věcí, kde se stala poradkyní. V letech 1998 až 2008 byla členkou České strany sociální demokratické, dle svých slov se do strany přidala zejména v souvislosti s politickým angažmá jejího muže. V roce 2010 se přesto podílela na kampani strany.

### Manželství s Jiřím Paroubkem
S Jiřím Paroubkem se seznámila v roce 1978 ve Slovanském domě v Praze. Pár se oženil v roce 1979, krátce poté se jim narodil syn Jiří. V souvislosti se jmenováním Paroubka premiérem vešla do veřejného povědomí v dubnu 2005. Manželství se rozvedlo v říjnu 2007, krátce poté se Paroubek oženil s Petrou Kováčovou.

#### Po rozvodu
Přibližně v roce 2012 Paroubkovi dle svých slov odpustila, od té doby s ním udržuje přátelský vztah. V roce 2017 se zhoršil její zdravotní stav v souvislosti se skoliózou páteře. Do roku 2021 musela používat berle, od roku 2021 používá invalidní vozík.
Krátce překládala technické texty z francouzštiny. O jejím životě pojednává kniha s titulem Rendez-vous s paní Zuzanou od Ladislava Štaidla.